# 相良宗介
相良 宗介（さがら そうすけ）は、賀東招二の小説『フルメタル・パニック!』に登場する架空の人物であり、同作品の主人公である。声優は、アニメでは関智一、CDドラマでは森久保祥太郎が担当した。
原作小説と他媒体での設定で異なっている所があるが、本稿は原作小説における長編シリーズの設定を基本とする。

## 人物
プロフィール
ミスリル作戦部西太平洋戦隊“トゥアハー・デ・ダナン”陸戦ユニットSRT（特別対応班）所属。階級は軍曹。コールサインは"ウルズ7"。認識番号はB-3128。
幼い頃からゲリラや傭兵として世界各地の戦場を廻ってきた経験豊富な兵士。兵士としての才能や特殊な力は無いものの、長年の経験から兵士としての技能やマインドセットは非常に高く、若いながらミスリルのSRT（特別対応班）に選抜されるほどである。専門分野は偵察作戦とサボタージュ、ASの操縦。
ASの操縦に関しては、ASが実戦投入された黎明期から鹵獲した初期型RK-91を運用していたため世界屈指の操縦歴を誇り、自らも「専門家（スペシャリスト）」を名乗るなど、西太平洋戦隊随一の実力者（後に上官として着任してきたベルファンガン・クルーゾーに後塵を拝す）。
生身での戦闘においても、等身大ASともいえる『Plan1211アラストル』を多数撃破するなど常人離れした戦闘力を誇っている。もっとも宗介の兵士としての技能は長年の戦闘経験と訓練によって身に付いた物であり、作中随一の狙撃術の天才であるクルツ・ウェーバーの様な生まれ持った才能ではないという自覚を持っており、カリーニンに「才能がない」と言われた際は天才的な素質がないと誤認していた（実際には軍人になる前の本来の宗介を指して、”本当は優しい子だから人殺しには向かない”という意味で「才能がない」だった）。
幼少期から戦場に身を置き、常に死と隣合わせて育ったこともあり、当初は平和な日本の常識に疎い部分があった。
その育ち故に人を殺した数は軽く3桁を越えており、命乞いする捕虜を射殺した経験や、背中を見せ泣いて逃げる敵兵を殺した経験などもあり、作中でも民間人を犠牲にしてしまう事や、目的のために非人道的行動を取る事もある。
名前・戸籍
主に「相良宗介」という名前を本名として使用しているが、ガウルンからは、少年時代の名前である「カシム」と呼ばれている。ミスリルの傭兵スカウト訓練キャンプにおいて、宗介と初めて出会った際に、マオは書類の誤表記から「ソウスキー・セガール」と呼んでいた。また、ミスリルに入る前まで（傭兵時代）の知り合いも「セガール」と呼ぶ。彼自身、短編では「約束のヴァーチャル」においてMMORPGの自キャラの名を「Seagal（セガール）」としており、呼び名にはさほど頓着しないようである。
年齢や人種や両親や本名など不明な点が多く、戸籍も無い（後述）。
性格・言動
無表情で無愛想。基本的に口数はあまり多く無く、忍耐強い性格をしており感情の露出も少ないため、かなめの自己中心ともいえる理不尽な振る舞いにも怒る事はほとんど無い（が、最終決戦でかなめに向かっての叫びによれば実はムカついていたらしい）。その実直さから若いにも関わらず、ミスリルを始めとする戦友にも信頼されている。囮任務で陣代高校に通っていた時期もわずかだが友人がいた。
上記の通り、生きるために非人道的な作戦をこなすこともあり、「どんな手段を使ってでも殺す、銃が無ければナイフで殺す、ナイフが無ければ素手で殺す、両手が切り落とされれば喉笛を噛み千切る、死んだとしても尖った骨となり敵が踏むのを待つ様な男」とレナード・テスタロッサに称されている。ただし、わずかなりとも他者に対する優しさが残っており、カリーニンに言わせると「幼いころの彼は限りなく善に近い存在として生まれてきたように見えた」とのことである（その様子についてはサイドアームズ2「極北からの声」にて語られている）。また「彼は争いや戦いを恐れている節があった」とも語っており、作者も日本で普通に育っていたら善良な人間（ちょっと善良なオタクと発言した事もある）になっていただろうと語っている。
同僚のクルツやマオ曰く「ネクラ・朴念仁・唐変木」。野性的な本能に忠実で、直感によって行動する。従って、彼の行動はむしろ野生動物（特にイヌ科）のそれに近いところがある（それ故に、後述する本作を元にした各種パロディ作品における犬ソースケが誕生した）。常時臨戦態勢で生活し、東京にあってもそれは変わらず、基本的に寝る時はナイフを握り目を開けたままベッドの下で寝る。また、2時間ごとに目を覚ます。
主にコミカルな番外編を納めた短編集で宗介が暴走を繰り返すことが多かったのは、かなめを監視しているミスリル情報部のレイスが狙撃銃の照準を合わせる「遊び」をした際に、その殺気に敏感に反応していたからである。
偶然とは考えられないほどウィスパードと関わる機会が多いため、本人自身も運命的な何かを感じていたが、物語中で明かされることはなかった（作中でテレサ・テスタロッサが破滅の未来から救うために、現れた救世主なのではないかと推測したこともあるが、宗介自身は否定した）。
語学・文化
幼年期はソ連の暗殺者養成機関「ナージャ」で、その後少年期の大半をアフガニスタンという多民族地帯で過ごし、さらに世界各地の戦場を転戦したため、話せる言語は確認できたうちでも日本語、英語、ロシア語、アフガン方言でのペルシャ語、ウルドゥー語と幅広い（しかし読み書きは全く出来ない）。簡単な会話程度ならスペイン語も扱える。逆に日本文化との接点に欠けるため古文・日本史が苦手で、日本語自体も相手の質問に「肯定だ（アファーマティブ）」と答えるなど、軍事用語の直訳を多用し、若干肩肘を張った感がある。ただしこれは、彼に日本語を教えた若き日のカリーニンの影響によるところが大きい。
宗教
上記の通り、アフガニスタンで育ったこともあってイスラム教徒であるが文化的ムスリムに近く、断食月のことを気にしてはいるが豚肉を何の抵抗も無く食べるなど、ほとんど戒律は守っていない（ただしイスラム教では、他教徒の支配地ではタブーにはならず、それ以前に戒律に対する態度そのものが本人次第という一面もある）。なお、本人曰く「コーランの暗誦は出来る」らしい。そもそも彼の場合は宗教に関する意識自体が希薄であり、クリスマスも「敵兵の警戒が弱まってくる境目の時期」という認識でしかない。これは、アフガニスタン時代にソ連兵と戦っていた経験から。
但し、かなめの制服姿について「スカートの丈が短すぎて肌を晒しすぎている」など規範に基づいた苦言を呈した事もある。
容姿
原作（疾るワン・ナイト・スタンド）は「身長約175cm」と述べている（アニメ版では174cm）。左頬に十字の傷跡があるが、これがいつ付いたものであるかは不明。ただし、原作においてはアフガニスタン時代のイラストでは傷が付いていない（アニメ版『フルメタル・パニック! The Second Raid』では、ガウルンの回想で初めて宗介と出会った時には既に十字傷が付いていた）。
髪は普段、自分でナイフを使って適当に切っているためボサボサ。かなめに薦められて床屋を体験した際は「他人に刃物を突き付けられる」状況が耐え難いらしく、理容師を本能的に組み伏せてしまった。
軍人らしく身体は引き締まっており、皮膚が分厚く、手足が長く、無駄のないしなやかな筋肉がついてる。年齢は不明ながら高校生として潜入できるほど若く見え、顔立ちも黙っていれば女性からも、それなりに「格好良い」と思われる顔立ちをしている。幼少期にはその容姿が原因で男達から性欲の対象になっており、何度か寝込みを襲われている。作中における服装は基本的に野戦服である。
コネクション・副業
武器商人との個人的なコネクションを持っており、武器弾薬や怪しげなアイテム（使途不明の電子回路や、衣服などの石油製品のみを溶かす生物兵器など）を購入している。また、短編では量産型ボン太くんの開発を共同で行い、警察など各種団体に売り込むといった副業も手がけている。主な取引相手は「ブリリアント・セーフテック社」など。
これらの利益から資産を運用し、ミスリルから提供された物とは別のセーフハウスや自家用車、身分証明書、武装等を保有している。
使用兵器、装備
ありとあらゆる武器に精通しており、どのような武器でも兵器でも使いこなすことができる。また、信頼性の高い武器や兵器を好む。それ故にラムダ・ドライバのような必要な時に確実に動作しない兵器を毛嫌いしていることもあった。歩兵戦では主にカービン銃を多用している。しかし、サイドアームであることから発砲する機会こそほとんどないが、長く愛用しているグロック19にも愛着を持っている様子が書かれている。
AS搭乗時の主武装は機種を問わず、多種多様な弾頭をセレクトできるOTOメララ社の「ボクサー」57mm散弾砲および76mm散弾砲。
犬ソースケ
なお、本作を扱った各種パロディ作品では、よく犬に例えられる（一巻でかなめが宗介を「野良犬」に喩えたため）。一例として作者である賀東招二と親交のある漫画家井上よしひさの漫画作品『おじいちゃんは少年探偵』に出て来る傭兵犬「ソース」のモデル。また、本作のイラストを担当する四季童子自身が宗介をモデルにしたイラストを書き下した事がある（通称犬ソースケ）。

## 陣代高校でのプロフィール
クラス
物語初期に護衛任務（実質的には囮任務）で陣代高校に通っていた時期があり、同2年4組では「ゴミ係」（アニメではゴミ係兼傘係）を任されていた。傭兵やゲリラとしての経験が長いため、平和な社会での常識は皆無で、常に拳銃を所持しており、その他にも手榴弾やプラスチック爆弾などを所持している時があり、常に戦場の常識に則り行動していた（ただし物語が進むにつれ常識が身につき暴走することも少なくなっていった）。かなめ曰く、「戦争ボケ男」。
生徒会
かなめの護衛を兼ねて生徒会にも所属しており、「安全保障問題担当・生徒会長補佐官」としてさまざまな雑務をこなしつつ、生徒会長の命令に従って学校内外の不穏分子を武力制圧することもあった。
得意科目
理数系科目を得意としているが、日本文化に触れる機会が殆ど無かったことから古文が大の苦手で、俳句の内容を軍事的に解釈するなど、教師から見れば悪ふざけとしか思えないような珍回答をすることも。学生としての身分は任務のための仮初めに過ぎないが、その生い立ち故にこれまで受けることができなかった一般的な中等教育を受ける良い機会として授業は真面目に取り組んでおり、苦手科目を克服するために、かなめのノートを借りることも多い。
この学園生活は短期間であったが、カリーニンの願いであった「普通の人間として生きていってほしい」に通じるものであった。戸籍も学籍もミスリルが用意した偽装した物であるため、ミスリルの崩壊と共に戸籍と学籍を完全に失った。

## 趣味・嗜好
趣味
趣味は、釣りと読書（主にジェーン年鑑などのミリタリー関係の技術書と専門誌を愛読）。
ゲーム
戦場育ちではあるが、落ち物パズルゲーム（テトリスやコラムス等）に関しては、部隊内でもトップクラスの腕と自称する（アニメ版「女神の来日（温泉編）」において、クルツ達が覗きの相談をしている横で黙々と落ち物ゲームをプレイする描写がある。いつテレビゲームの操作を覚えたのかは謎）。インターネットゲーム「ドラゴン・オンライン」を落ち物パズルゲームと勘違いしたこともある。他、球技大会の際、UNOとカード麻雀のルールを完璧にマスターしている。
スポーツ
スポーツのルールに関する知識はないようで、短編シリーズではソフトボールの試合で地雷を使用しようとしたり、ラグビーでは「キック（パント）」の解釈を勘違いして相手の顔面に蹴りを入れたことがある。ただし戦地などでは、ASをゴール代わりにして、バスケをしていたらしい。
空手同好会と試合をした際には、彼らの言う「実戦」に対し「各種装備や地形、気象、練度や情報を有効活用するのが実戦」と言う認識を示し、ショットガンでゴム・スタン弾を発砲、催涙ガスを使用、「素手でダメージを加える」と言う確認をしてからも、ピンを抜いていない手榴弾を囮に使う、急所に連撃を加えると言った行為をし同好会員に非難されたりかなめから注意されてもルールが理解できなかった。
椿一成との勝負で一撃を貰った後に「素手だけで戦いたがる連中の気持ちが、少し分かった」「こう言う場合、銃は無粋」と言う認識を示すも、後日、果たし状を受け取った時には、生徒会の会報作りで応じられない代わりに、呼び出された場所に事前に地雷を敷設し、「無力化して生き残ることができたら、お前の勝ち」と言うメッセージを残しており、スポーツとしての格闘技を理解する事は無かった。
身体能力は押し並べて高水準。短距離走（瞬発力等）などでは彼に勝れる生徒が校内に何人かいるとされているが、こと持久力において彼に追随出来る生徒はおらず、長距離走では独擅場になる。
好物
基本的には食事にはさほど興味が無く、腹6分目を心がけている。しかし、カリーニンのボルシチ（ココアと味噌を隠し味に加えている）には閉口した模様。また、日本での短い生活の中で舌が肥えてきた様子も描かれ、かなめに夕飯を作ってもらうはずが、それが破談になった時は最後まで未練を見せていた。なお、陣代高校での昼食はトマトと干し肉で済ませることが多い（メリダ島の食堂でもこれを食しているシーンがある）。
作中で何度かカロリーメイトのフルーツ味を好んで食べている描写がなされ、『フルメタル・パニック!Family』ではフルーツ味の生産中止の報に接し、「あんなに美味しいものを生産中止にするなど。ありえない、正気か」と発言した。
長編『燃えるワン・マン・フォース』で負った重傷のために内蔵の一部を摘出しており、そのためにかなりの食事制限が付き、今までのような飲食ができない身体になってしまっている。
アルコール
酒は「アルコールは脳細胞を破壊する」という考えを持っている事と、彼が飲酒を禁じているイスラム教徒であるために嫌っている。作中では長編『終わるデイ・バイ・デイ』と短編『ミイラとりのドランカー』で飲酒しているシーンがある。なお前述の通り、作中で負った負傷の影響で以降二度とアルコールを摂取することはできないが、『終わるデイ・バイ・デイ』の時点で「こんな不味い物は二度と飲まない」と決めていることから、彼個人としては全く意に介していない。
その他
愛着を持ったものと同じ名前（あるいは似た意味の名前）のものにゲンを担ぐところがあり、ネットゲームでは一貫して「大石弓（アーバレスト）」を持っていく事を執着。『燃えるワン・マン・フォース』では「クロスボウ（石弓）」というチーム名を褒め、搭乗したサベージを「アル二世」と名づけて既に破壊された愛機アーバレストと同じ色にペイントした。

## 生い立ち
墜落事故によりソ連に保護
幼少期、母親（発見された際、もう1人すでに死亡していた男性がいたが、それが父親であるかどうかは実は明確にされていない）と共に旅客機の墜落事故に遭い、宗介1人が生存者として当時カリーニンが所属していたソ連海軍の潜水艦に救助される。事故の詳細を唯一握っていたソ連が沈黙を守ったため、この事故は公式には生存者無しと発表されている（従って、宗介の戸籍は存在しない）。
また、「相良宗介」という名前は、その際に身につけていた服のタグに書かれていた「さがらそうすけ」にカリーニンが当てたもの。ただし、この読み仮名もカリーニンが飛行機の乗客名簿を調べたとき「さがら」という苗字がなかったことから、彼の本名かどうかは不明。この時の宗介は近所に住む猫の話や、母親が作ってくれた料理の事を語る普通の少年で、女の子の様にぬいぐるみを抱いていた。
ソ連の特殊機関ナージャに所属
その後、カリーニンの保護下から離されてしまい、ソ連の特殊機関"ナージャ"にて暗殺者としての教育を受け、非常に優秀な成績を収める（当時のスペツナズに所属していたカリーニンも優秀な少年兵がいる噂を耳にしていたが、それが自分が助け出した宗介だとは疑わなかった）。“バダフシャンの虎”と呼ばれたゲリラ、マジードを暗殺するためにアフガニスタン（アニメ版では架空の国ヘルマジスタン）に送り込まれる。
ゲリラ兵として参戦
しかし、マジード暗殺に失敗して殺されそうになった所を、彼を不憫に思ったマジードに助けられ、カシムと名付けられてゲリラの一員となる。宿敵であるガウルンと出会ったのは、この頃である。なお、このゲリラに居た時には、当時スペツナズの指揮官だったカリーニンに敗北を喫した事がある。その後、ソ連による総攻撃を受け、ゲリラ組織が壊滅している。
傭兵として各地を転戦
地獄のアフガン脱出後は、カリーニンと行動を共にしてゲリラ活動をしていたが、戦場にてはぐれてしまい互いに行方が分からなくなり、傭兵として各地の戦場を転々とする生活をする。
ミスリル入隊前にレバノンにおいて敵対組織に所属していたクルツと死闘を繰り広げた事もあるが、事情を知るマオ以外は両者とも相手が誰だったのかを知らない。
ミスリルでカリーニンに再会
その後、ベリーズにあるミスリル訓練キャンプから、ミスリルの西太平洋戦隊にスカウトされ、三度カリーニンと再会に至っている。

## 本編における行動
作品初期
『戦うボーイ・ミーツ・ガール』から『つづくオン・マイ・オウン』の間、千鳥かなめの護衛任務を受けて都立陣代高校に通うことになる（護衛任務自体は『戦うボーイ・ミーツ・ガール』で解かれている、それ以降は護衛という名目だが事実上敵の目を引き付けるための囮としてつかわれた）。しかし、その経歴ゆえに現代日本の常識が欠落しており、物騒な勘違いにより校内を混乱に巻き込むこともしばしばで、発砲・爆破・ガス騒ぎも一度や二度ではない（ただし長編では一度も校内で発砲したことはない）。なお通学中に愛用する拳銃は小型携帯性と装弾数の多いグロック19。
作中、戦いを通して自分とは別の強さを持つ千鳥かなめに惹かれていき、命令ではなく自分の意思で彼女を守りたいと思うようになる。また、アーバレストとAI・アルに対し、嫌悪感や不信感（原理の明らかでない兵器であるラムダ・ドライバや、高性能なワンオフ機であるアーバレストの兵器としての信頼性の無さ）を募らせていくが、『終わるデイ・バイ・デイ』にて、自身の心情の変化や、アルに“フラグが立った”ことにより、ラムダ・ドライバを意のままに扱う事ができるようになる。同時にアーバレストとアルに対しても信頼を示し、相棒と呼ぶ。
つづくオン・マイ・オウン～燃えるワン・マン・フォース
『つづくオン・マイ・オウン』にて、アマルガムの総攻撃によりミスリルが壊滅、自身も愛機となったアーバレストを破壊されるが、さらわれた千鳥かなめを取り戻すために1人でも戦い、必ず彼女を救い出すことをクラスメイトに誓い、自分が高校生ではないことや戸籍などが全て偽装な事を公表し、学校から完全に去る。ミスリル壊滅により組織的なバックアップを受けられなくなった後の『燃えるワン・マン・フォース』では単独でアマルガムを追い、東南アジアの都市“ナムサク”へと向かう。その後、成り行きでAS闘技場のチーム“クロスボウ”の専属搭乗者となり、この際にナミやレモンと出会う。その後アマルガムの尻尾を掴みかけるが、その際、目の前でナミが射殺され、自らも生死の境を彷徨う。
つどうメイク・マイ・デイ
DGSEのエージェントであったレモンと行動を共にし、ボロボロになった体でリハビリに励みながらもアマルガムを追い続ける。そして、レモンの助力もありついにレナードの潜伏先を発見、襲撃するが、米軍の特殊部隊（デルタ・フォースの強襲機兵チームのM9部隊）の登場や、ミスタ・AuのAS部隊によるレナード邸への攻撃、さらにはカリーニンがアマルガムに寝返ってレナードの下にいた事などもあり、かなめと直接再会することはできなかった。しかし、その戦闘中、アーバレストの後継機である新型AS、レーバテインに搭載されていたAI・アルと再会、さらにメリダ島を脱出したクルツやマオ、テッサ達とも再会・合流する。また、かなめとは無線で会話をし、オープン回線であるにも拘わらず、互いの気持ちを確認し合い、必ずかなめのもとに行くことを約束する。
せまるニック・オブ・タイム
ミスリルの仲間達と再会し、世界各地に散らばった元ミスリルの人間たちとの合流を進めていく。モスクワに潜入したレモンとレイスから得られた情報に基づき、極東のオムニ・スフィア実験施設“ヤムスク11”へと向かい、その道中でかつて救出したウィスパードであるクダン・ミラと再会する。ヤムスク11では部下と最深部へ向かっていたレナードと遭遇、施設内外で戦闘が繰り広げられるが、レナードからこの世界の仕組みとウィスパードが普通の生活に戻る方法が世界を改変するしかないことを聞かされ、レナードを殺すのを躊躇ってしまう。そしてレナードと別れた後ついにかなめとの再会を果たすが、この時すでにかなめは「ささやく者」にその肉体を乗っ取られており、テッサと共にかなめに射殺されるが、その際に無意識にウィスパードの力を発揮して時空改変が為されたため助かった。カリーニン達の追撃もあり、かなめの後を追う事が適わなかった。
ずっとスタンド・バイ・ミー
レナードとかなめ（ソフィア）の計画を阻止する為、メリダ島に配置されたAS部隊に対してフル装備のレーバテイン単身で突入する。全周波数帯通信でかなめ（ソフィア）やレナード、カリーニンを挑発した後、自らの技能を最大現まで発揮し、敵の迎撃部隊を突破していく。そしてレナードの駆るベリアルと三度対峙。不可視の矢を放つアイザイアン・ボーン・ボウに苦しめられるが、テッサから教えられた「ある言葉」により心理的なダメージを与えた上で『妖精の羽』で『ラムダ・ドライバ』を無効化した状態で『デモリッション・ガン』を使用、不意を付いてダメージを与えることに成功する。その後、レーバテインをも囮に使っての白兵戦でベリアルを撃破。戦いの最中、作戦の失敗を悟ったカリーニンがかなめを連れ去ろうと画策するがこれを奪還し、核弾頭が迫る中でカリーニンとの決着をつけ、最期を看取った。しかし、それによってメリダ島からの脱出は不可能となり、着弾までの数分間、ミラに渡されたメモリーチップに記録されていた陣代高校のクラスメイトの動画メッセージを見て、「死にたくない、帰りたい」と願い、涙を流した。最終的に、自我を確立したアルが単独でのラムダ・ドライバ起動に成功し、核爆発から生き残る。
その後、調査に訪れた米軍にレーバテインごと回収され、沖縄の在日米軍基地に監禁された。その後はカリフォルニアに移送される予定だったが、自力でアルを奪取し脱走。ちょうど救出に来たクルツたちにアルを託すと、卒業式が行われている陣代高校へ向かい、遂にかなめと再会。学校中が見守るなか、メキシコでのキスの約束を果たした。
フルメタル・パニック! アナザー
直接的な登場シーンは無いが、宗介の引き起こした数々の騒動が伝説になっているなど、宗介の影響を強く感じさせられる。
また明言はされていないものの、小野寺孝太郎によって高校を卒業していないことが明かされた。その他、クルツとマオの娘であるクララが「TT」と「セガール」への応援要請を提案する場面があるが、「セガール」の現在の暮らしを尊重したクルツの意向により却下された。また短編において、かなめと結婚して子供が生まれたことが語られている。（ドラゴンマガジン2018年7月号・書き下ろし小説より）
シンデレラ・パニック
本編とは関係ない短編『シンデレラ・パニック!』（短編集1巻に収録）では、シンデレラに登場する魔法使いに扮した。極秘の魔法使い協会「ミスリル」から恵まれない人々の多角的支援のため派遣されたとのこと。このエピソードで宗介は魔法のパンツァーファウストを用いてシンデレラ（千鳥かなめ）を舞踏会に参加させ、脱出支援を行った後、次の任務のため西へと旅立っている（なお、宗介は下士官の魔法使いなので、テレポートなどの高尚な魔法は使えないらしい）。買い物リストに手榴弾やアサルトライフルが書かれていたり、都市迷彩のローブを身にまとっている、偽造招待状無しに場内へ潜入しシンデレラの支援工作を行うなど、ファンタジー風の世界観の中でも戦争ボケぶりを発揮し、異様な存在となっている。
フルメタル・パニック!Family
かなめと結婚して約20年後。高校生の長女・夏美、小学生の長男・安斗がいるが、かなめの入院・治療のため、しばらく別れて暮らしていたことが描写されている。その間、宗介は夏美とともに世界中を転々として暮らしていた。かなめの寛解に伴い一家揃って暮らせるようになり日本国内に居を構えることにしたが、かなめの能力を欲する様々な勢力から追手がかかる身であり、偽名を使い国内を転々とする生活をすることに。
「真っ当な仕事」に就くべくファミレスでのバイトなどに応募するもトラブルに巻き込まれなかなか思うに任せられない悩みを抱えていたが、林水敦信との再会により吹っ切れ、特技を活かし荒事方面（主にヤン&ハンター警備会社）の仕事をこなすようになった。さすがに年齢による衰えの兆候はあるものの、あくまで「生きたまま制圧するのが困難なので殺害も止む無し」というレベルの物である。子供たちには真っ当な人生を送る事を望んでおり、2人が早くも軍事・兵器関係で高い才能を示している事や、成り行き上それに頼らざるを得ない事に対して複雑な感情を抱いている。

## メディアミックス作品での活躍
ゲームスーパーロボット大戦シリーズ、Another Century's Episode:R
参戦当初はどちらかというと、短編よりのキャラクター性で描かれていたが、『第3次スーパーロボット大戦 天獄篇』以降原作小説版が参戦するようになってからは長編寄りの本来のキャラクター性で描かれる事が多くなった。

## 搭乗機
- M9 ガーンズバック
- ARX-7 アーバレスト
- ARX-8 レーバテイン
- Rk-91/92 サベージ
- M6A2 ブッシュネル/M6A3 ダーク・ブッシュネル

このほか、作中で直接描写されていないものの、ミストラル2をはじめとする他のASにも搭乗した経験があると語っている。

## 評価
『このライトノベルがすごい!』男性キャラクター部門では2005年版から5年連続トップ5入りを果たし、2011年版でも6位にランクインしている。
『愛と戦いのロボット 完全保存版』で発表されたアンケート「みんなで選ぶロボットアニメーションベスト100」では、「一番カッコイイヒーローは？」で第57位にランクインした。